# 迈松拉菲特
迈松拉菲特（法語：Maisons-Laffitte，法語發音：[mɛzɔ̃ lafit] ⓘ）是法国中北部法兰西岛大区伊夫林省的一个市镇，属于圣日耳曼昂莱区。

## 地理
迈松拉菲特（48°56'46"N, 2°8'42"E）面积6.75 平方千米，位于法国法蘭西島大區伊夫林省，该省份为法国北部内陆省份，北起瓦兹河谷省，西接厄尔省，西南接厄尔-卢瓦省，东南接埃松省，东临上塞纳省。
与迈松拉菲特接壤的市镇（或旧市镇、城区）包括：阿谢尔、勒梅尼勒勒鲁瓦、圣日耳曼昂莱、薩特魯維爾、帕里西地区科尔梅耶、塞纳河畔拉弗雷特。
迈松拉菲特的时区为UTC+01:00、UTC+02:00（夏令时）。

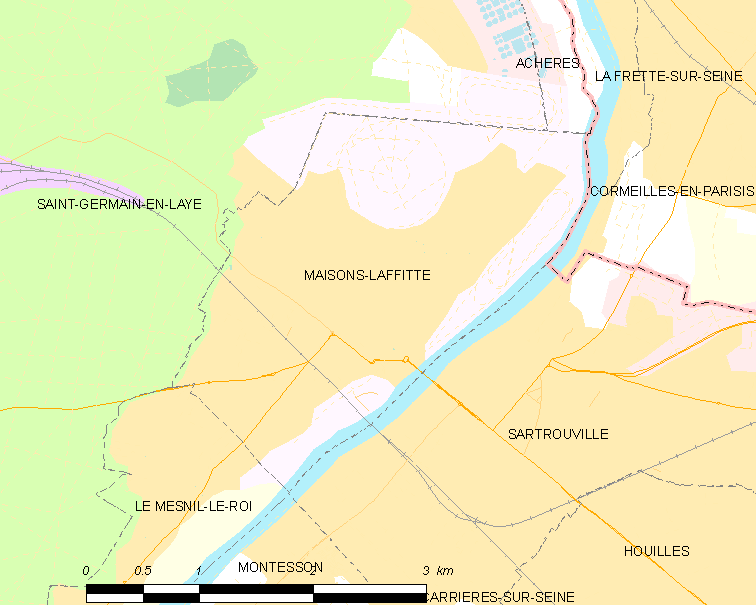
迈松拉菲特的OSM定位图

## 行政
迈松拉菲特的邮政编码为78600，INSEE市镇编码为78358。

## 政治
迈松拉菲特所属的省级选区为萨特鲁维尔县。

## 交通
迈松拉菲特站位于巴黎RER A线和圣拉扎尔线郊区铁路线。

## 人口

1962-2008年间迈松拉菲特人口变化图示

迈松拉菲特于2022年1月1日时的人口数量为22855人。